# Тайна партизанской землянки
«Тайна партизанской землянки» — советский чёрно-белый художественный фильм режиссёров Валентина Фещенко и Юрия Тупицкого, снятый в 1974 году на киностудии им. Довженко.
Премьера фильма состоялась 25 августа 1975 года. Фильм посмотрели 9,2 млн зрителей.

## Сюжет
Юные следопыты находят в землянке пионерское знамя и дневник, узнают о партизанском отряде и его боях с немцами. Ленька Ткаченко находит в школе пионерское знамя и становится бойцом отряда, после чего живёт вдали от войны и вручает знамя пионерам.

## В ролях
- Тимофей Спивак — Девятисил, командир партизанского отряда
- Фёдор Панасенко — Пётр Оберчук
- Игорь Слива — Лёня Ткаченко
- Елена Воловик — Марийка
- Игорь Алеев — Игорь
- Серёжа Вовк — Василёк
- Леонид Бакштаев — Леонид Григорьевич Ткаченко
- Николай Олейник — Гордей Коцюба / сын Гордея Коцюбы
- Иван Гордиенко - Николай Иванович

## Съёмочная группа
- Режиссёры: Юрий Тупицкий, Валентин Фещенко
- Сценарист: Юрий Збанацкий
- Оператор: Василий Трушковский
- Композитор: Владимир Тылик
- Художник: Александр Кудря